# Otto Borger
Otto Borger (* 27. Februar 1904 in Schruns; † 23. Dezember 1994 ebenda) war ein österreichischer Fabrikant und Heimatdichter.

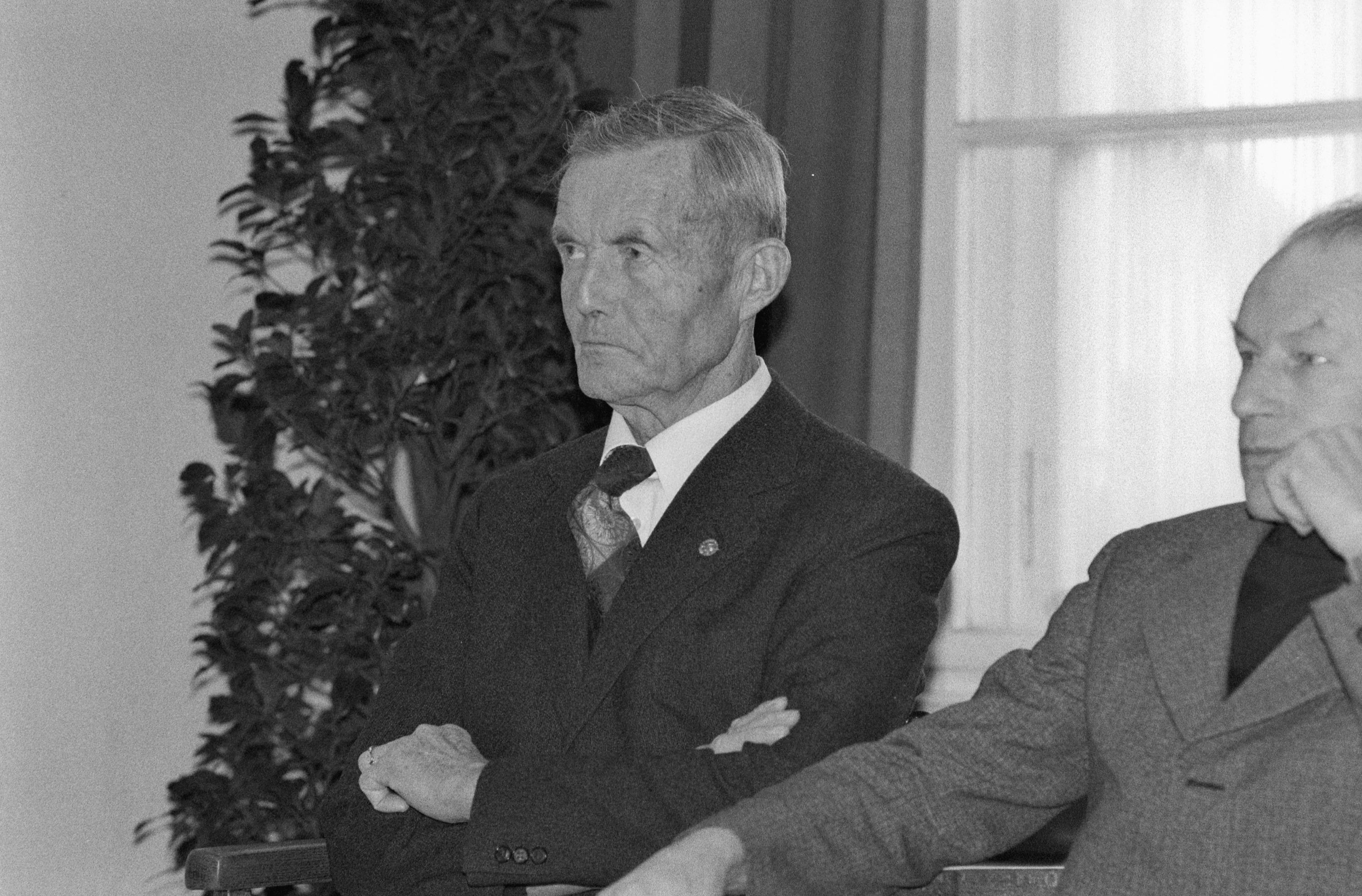
Otto Borger bei Verleihung der Ehrengabe für Kunst des Landes Vorarlberg 1979

## Leben
Otto Borger wurde 1904 als Sohn des aus der Nähe von Stuttgart, Deutschland stammenden Max Borger und von Bertha Borger (geb. Mayer aus Schruns) geboren. In der Stella Matutina in Feldkirch und an den Handelsakademien in Innsbruck und Calv bei Stuttgart erhielt er eine klassisch-allgemeine und kaufmännische Ausbildung.

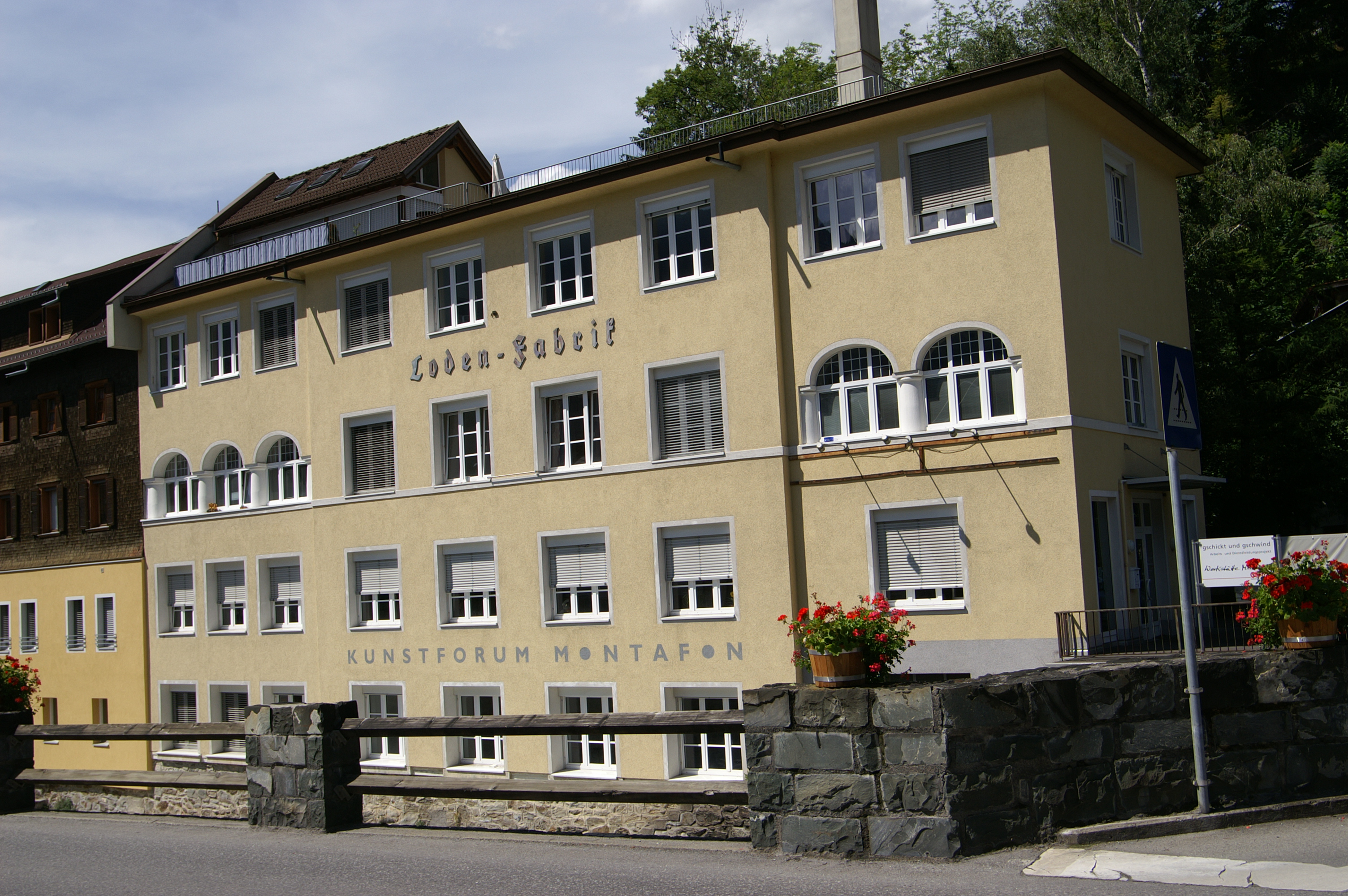
Lodenfabrik im Tobel in Schruns

Otto Borger übernahm im Jahre 1934 gemeinsam mit seinen Brüdern Karl und Hugo von Vater Max die Schrunser Lodenfabrik und leitete sie bis zu ihrer Stilllegung rund 40 Jahre später.
Neben seiner Haupttätigkeit als Fabrikant veröffentlichte Otto Borger im Abstand von jeweils fünf Jahren insgesamt sieben Gedichtbände in Montafoner Mundart. Seine Gedichte widerspiegeln voller Humor und Poesie Montafoner Lebensart und Brauchtum in einer klaren und urwüchsigen Sprache und bilden neben Werken von Johann Baptist Biedermann, Prof. Richard Beitl und etwa Heinz Bitschnau einen wesentlichen Teil der literarischen Kulturgeschichte der Talschaft.
Das erste Gedicht „Funkenlied“ entstand wohl 1946 auf Anregung seines Freundes Prof. Richard Beitl, es sollten ungefähr 700 weitere folgen zu den verschiedensten Themen, Anlässen und Gedanken.

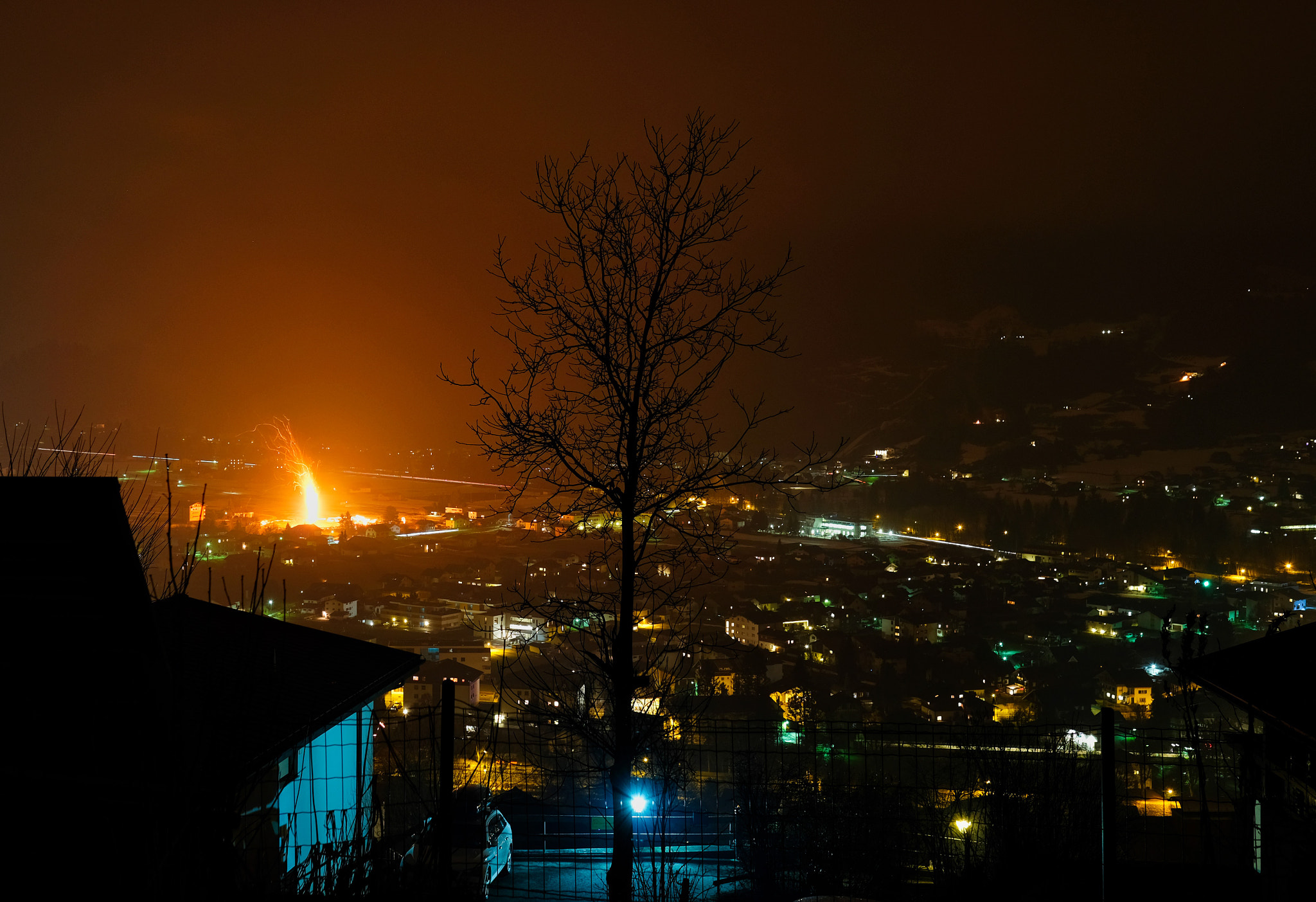
Schrunser Funken, 2018

Otto Borgers Liebe zum Brauchtum zeigte sich auch darin, dass er, nach langer kriegsbedingter Pause, im Jahre 1946 in Schruns wieder die Errichtung eines Funkens veranlasste. Er wurde zum „Funkenmeister“ und übte dieses Amt von 1930 bis 1989 aus.
Als langjähriger Kommandant der Schrunser Feuerwehr war er auch Leiter des Einsatzes bei der Lawinenkatastrophe 1954, die Erlebnisse damals arbeitete er in einem seiner Gedichte auf.
Daneben war er Mitglied in den Vorständen von Raiffeisenbank, Montafonerbahn und Hochjochbahn, Kassier in mehreren Vereinen wie dem Heimatschutzverein Montafon, wo er sich auch bei der Vergrößerung der Sammlung Verdienste erwarb. Ebenso ist die Gründung der Montafoner Volkstanzgruppe im Jahre 1935 seiner Initiative zu verdanken.
Neben seinen vielen Aufgaben und Tätigkeiten war Otto Borger auch ein ausgefülltes Familienleben vergönnt. Mit seiner Ehefrau Martha Borger (geb. Peter) und den fünf Kindern, von denen eines in jungen Jahren verstarb, bewohnte er ein Haus auf der Montjola. Wichtiges Privates ließ der Dichter auch in seine Werke einfließen, so den tragischen Tod seiner Ehefrau und seines Sohnes.

## Werke
- Muntafuner Zwörn, 1953
- Maisas-Arbat, 1958
- Fir-Obad, 1963
- Die Lötschta, 1968
- Die Allerlötschta, 1973
- Noochzügler, 1978
- Ds Johr dor, 1983

Daneben erschienen etliche Gedichte in lokalen Zeitungen, Kalendarien, Heften und anderen Publikationen. Die Werke gehörten früher auch teilweise zum Bestandteil von Radiosendungen, wo sie vorgetragen wurden. Ebenfalls nicht zu unterschätzen ist die erfolgreiche Vertonung einiger seiner bekanntesten Gedichte etwa durch Johannes Pfefferkorn, die auch ins Vorarlberger Volksliederbuch Eingang fanden.
Der Nachlass des Dichters wird vom Montafon Archiv verwaltet und wissenschaftlich aufgearbeitet, genauso wie ein Verzeichnis seiner Werke, das anlässlich seines 100. Geburtsjahres 2007 angelegt wurde.
Einige seiner Verse sind schon in das Vorarlberger Volksliederbuch eingegangen.
Auch wenn die im Selbstverlag erschienenen Gedichtbände mit Illustrationen des Grafikers Hubert Borger, dem Sohn des Dichters, seit seinem Tod nicht mehr neu aufgelegt wurden und längst vergriffen sind, ist das Interesse an seinen Werken ungebrochen. Das Projekt, seine Werke über die Neuen Medien einer breiteren Öffentlichkeit zugänglich zu machen, über Facebook und einen Blog, stieß daher auf großes Interesse, nicht nur von Internetnutzern aus der Talschaft Montafon.

## Mundartprobe
D's Amreili hot an zwidra Ma, wo's sos nüt erwarta ka, 
as nu Ärger und Verdruß, ke guats Wart, ke Lob, ken Kuß, 
 Los ko möcht's us dära Not, blangat jätz scho of a Tod. 
Bal dernooch, Gott Lob a Dank, wörd der Ma erzetzli krank. 
„I zwä Taga-n-isch as us“, set der Doktor vor am Hus. 
Wo's denn aber lenger goht, ds Amreili lut an Süfzger lot: 
„Tod, wenn wörst Du endli ko? Kast di hüt of nüt verlö.“

## Ehrungen
Otto Borger wurde 1979 vom damalige Landeshauptmann Herbert Keßler mit der Ehrengabe des Landes für Kunst und Wissenschaft ausgezeichnet.
Für seinen Einsatz als langjähriger Feuerwehrkommandant von Schruns auch bei der Lawinenkatastrophe in Schruns erhielt er das Verdienstkreuz in Bronze des Bundesfeuerwehrverbandes.